# District Tsjaoenski
Het district Tsjaoenski (Russisch: Чаунский район; Tsjaoenski rajon of Чаун-Чукотка; Tsjaoen-Tsjoekotka, Tsjoektsjisch: Чаан район; Tsja'an rajon) is een gemeentelijk district in het noordoosten van de Russische autonome okroeg Tsjoekotka. Het bestuurlijk centrum is het havenstadje Pevek. Het district werd geformeerd in 1933.

## Geografie
Het district ligt ten zuiden van de Oost-Siberische Zee, waarmee het een kustlijn deelt van 580 kilometer en ligt gecentreerd rond de Tsjaoenbaai, waarvan de naam is afgeleid. Het district grenst over land aan de districten Bilibinski (westen), Ioeltinski (oosten) en Anadyrski (zuidoosten). Begin 2005 bestond de bevolking uit 6099 mensen, waarvan 1014 behoorden tot de inheemse bevolking. Driekwart van de bevolking woont in Pevek.
Het gebied omvat de vooral laaggelegen kustgebieden aan de noordkust van Tsjoekotka rond de Tsjaoenbaai (het Tsjaoenlaagland) met aan de rand enkele berggebieden, zoals het Sjelagskigebergte, die de westelijkste uitlopers van het Hoogland van Tsjoekotka vormen. In het noorden ligt Kaap Sjelag, het noordelijkste punt van Tsjoekotka. Aan noordwestzijde van de Tsjaoenbaai ligt het eiland Ajon. Op de baai lopen een aantal rivieren uit, waaronder de Tsjaoen en de Paljavaam. Een andere belangrijke rivier is de Raoetsjoea. Het gebied is relatief gezien veel vlakker dan het bergachtige westelijke district Bilibinski en bevat een aantal weidegebieden die gebruikt worden door rendierhouders.

## Geschiedenis en economie
Toen de Russen arriveerden in de 17e eeuw waren de Tsjoektsjen bezig met expansieoorlogen tegen omringende volkeren zoals de Inuit, Joekagieren, Itelmenen en Korjaken. De Russen poogden de Tsjoektsjen de jasak op te leggen maar dit mislukte veelal. Nadat op advies van Anafasi Sjestakov was opgeroepen tot een Russische militaire veldtocht tegen de Tsjoektsjen werden onder zijn leiding en onder leiding van Dmitri Pavloetski militaire veldtochten uitgerust vanuit de vesting Anadyrsk door Russische soldaten en Kozakken aangevuld met Korjaken en Jakoeten tegen de Tsjoektsjen om hen te onderwerpen aan de jasak. Zowel Sjestakov als Pavloetski traden hierbij dikwijls op brute wijze op en vermoordden soms ook onderhandelaars. Pavloetski voerde in 1746 een mislukte veldtocht uit naar de Tsjaoenbaai. Uiteindelijk werden echter beiden gedood. De hoge kosten van de militaire veldtochten die in geen enkele verhouding stonden tot extra inkomsten door jasak deden de Russische senaat er in 1763 toe besluiten om Anadyrsk te ontruimen. De Tsjoektsjen veroverden daarop in 18e en 19e eeuw een groot gebied op de Joekagieren en Evenen, zodat het huidige district vrijwel geheel Tsjoektsjisch gebied is. De Raoetsjoea (Tsjoektsjisch voor "overwinningsplaats over een kamp") gold daarbij als grenslijn in de 19e eeuw (eerder was de Tsjaoen de traditionele scheidslijn). De Russen wisten in 1778 met dreiging van geweld en met steekpenningen de Tsjoektsjen te bewegen om 'onderdanen van Rusland' te worden, maar de invloed van de Russen bleef beperkt tot de Russische Revolutie en de Tsjoektsjen waren in die tijd de facto semi-onafhankelijk.
In de jaren 1930 werden door Russische geologen in het gebied tin- en goudvoorraden gevonden, de eerste van Tsjoekotka. Dit gaf een sterke impuls voor de ontwikkeling van de mijnbouwindustrie in dit gebied, die nog werd versterkt door de ontdekking van nieuwe ertslagen in de jaren 1940. In de jaren 1950 werd begonnen met industriële mijnbouw. De expanderende mijnbouw leidde ertoe dat het district het eerste van Tsjoekotka was dat over een wegeninfrastructuur en een elektriciteitsnet kwam te beschikken.
Als mijnwerkers werden in eerste instantie vooral Goelagdwangarbeiders ingezet (Tsjaoenlag en Tsjaoentsjoekotlag), maar later (na de opheffing van de Goelag) ook anderen, zoals vrijwilligers op de Komsomolpas. Na het uiteenvallen van de Sovjet-Unie stortte de mijnbouw grotendeels in, maar is bezig weer op te komen, mede door investeringen vanuit het buitenland (bijvoorbeeld de mijn Koepol in het binnenland). De regio is door de mijnbouwindustrie relatief goed ontsloten met wegen, maar is wel geïsoleerd van de rest van Rusland. Pevek heeft na Anadyr, de grootste luchthaven van Tsjoekotka, dat naast regionale vluchten ook vluchten verzorgt naar onder andere Magadan, Bratsk en Moskou. Pevek heeft de grootste haven van Tsjoekotka, gelegen aan de Noordoostelijke Doorvaart, die ook fungeert als overslagpunt voor vrachtschepen en waar de kustvloot overwintert.

## Demografie
Met een inwoneraantal van 6.962 (volkstelling 2002) op een oppervlakte van 58.100 km² (1,4 x Nederland of 1,9 x België) is het een van de dichtstbevolkte districten van Tsjoekotka. Echter de bevolking bedroeg bij de laatste sovjetvolkstelling in 1989 nog 32.167 personen, wat een daling van 78% in 13 jaar tijd betekent. Andere Tsjoekotkaanse districten vertonen veelal een soortgelijke daling. De bevolking bestaat grotendeels uit Russen (ongeveer 85%), die net als in andere delen van Rusland grotendeels in de stedelijke plaatsen wonen. De inheemse bevolking bestaat grotendeels uit Tsjoektsjen die net als in andere delen van Tsjoekotka verspreid over een aantal kleine dorpen wonen. De Russen bestaan deels uit sovjetemigranten naar het Verre Oosten (of afstammelingen daarvan), getrokken door hoge lonen, goede pensioenen en grotere vrijheden dan elders in de Sovjet-Unie. Een ander deel bestaat uit ex-Goelagdwangarbeiders (of afstammelingen daarvan). Beide groepen werden aangetrokken voor de mijnbouw die vanuit Pevek werd ontwikkeld.